# Sveti Anastazije
Sveti Anastazije (Staš) Solinski (Akvileja, 2. pol. 3. st. - Salona, 26. kolovoza 304. ili 308.), kršćanski svetac i mučenik, suzaštitnik grada Splita.

## Životopis
Po zanimanju tkalac i stupar, podrijetlom iz Akvileje. Doselio se u Salonu u vrijeme kršćanskih progona za vladavine cara Dioklecijana i otvorio obrtničku radionicu u istočnom dijelu grada. Budući da je na svojoj kući nacrtao ili uklesao znak križa, bio je prijavljen vlastima koje su ga uhitile i izvele pred sud. Bio je optužen zbog nepoštivanja državnih vlasti i carske osobe. Tijekom zatočenja je mučen, a potom ga je rimski namjesnik M. A. Julus dao pogubiti utapanjem u moru s mlinskim kamenom oko vrata. Matrona Asklepija izvadila je njegovo tijelo i sahranila u svojoj kući, a kada je 313. godine izdan Milanski edikt o toleranciji kršćana, dala ga je pokopati u mauzoleju na svome imanju (Marusinac kraj Manastirina) izvan gradskih zidina.

## Poveznice
- Sveti Dujam

## Vanjske poveznice
- Anastazije, sv. Hrvatska enciklopedija
- sveci.net - Sveti Anastazije Solinski  Arhivirana inačica izvorne stranice od 1. srpnja 2015. (Wayback Machine)
- sveci.net - Sveti Anastazije (Staš) Solinski  Arhivirana inačica izvorne stranice od 4. ožujka 2016. (Wayback Machine)